# Henry Calderón
Henry Orlando Calderón Caro (Villarrica, Provincia de Cautín, Chile, 19 de abril de 1993) es un exfutbolista chileno que jugaba de volante.
Debutó en el fútbol profesional en un partido contra Cobresal.

## Clubes
| Club              | País  | Año       |
| ----------------- | ----- | --------- |
| O'Higgins         | Chile | 2011-2013 |
| General Velásquez | Chile | 2014      |

## Palmarés

### Campeonatos nacionales
| Título                    | Club      | País  | Año  |
| ------------------------- | --------- | ----- | ---- |
| Primera División de Chile | O'Higgins | Chile | 2013 |

### Distinciones individuales
| Distinción                   | Año  |
| ---------------------------- | ---- |
| Medalla Santa Cruz de Triana | 2014 |